# Фенинское кладбище
Фенинское кладбище — муниципальное кладбище у деревни Фенино в городском округе Балашиха (Московская область).

## Описание
Фенинское кладбище расположено на самой границе Москвы и Московской области, к северо-западу от деревни Фенино, на правом берегу реки Пехорка, недалеко от места впадения в неё речки Чечёра. Рядом в Чечёру впадает речка Никольская канава.
К северу от кладбища находится Кучинская рекультивируемая в данный момент свалка ТБО («Фенинская свалка», «Фенька»). В поле между кладбищем и полигоном производятся захоронения неопознанных трупов (замёрзших зимой бомжей и пр.). К востоку, за Пехоркой, на её левом берегу расположены Павлинский лесопарк, деревня Павлино, а также микрорайон Павлино города Железнодорожный.
К западу и северо-западу начинаются массивы Салтыковского лесопарка. К юго-западу, на территории Москвы, находится посёлок Руднево (ВАО, район Косино-Ухтомский).
Шесть муниципальных кладбищ городского округа Балашиха: «Новское», «Фенинское», «Никольско-Трубецкое», «Пехра-Покровское», «Акатовское», «Леоновское» занимают общую площадь 13,99 га (2011).

## Подведомственность
Территория Фенинского кладбища относится к судебному участку № 7 Мировых судей Балашихинского судебного района Московской области.

## Известные захоронения
- Геннадий Храпунков, советский и российский актёр.